# Nokia 7700
Le Nokia 7700 est un téléphone de l'entreprise Nokia. Il est monobloc.
Prévue pour 2003, sa sortie a cependant été annulée.

## Caractéristiques
- Système d'exploitation Symbian OS S90
- GSM/EDGE
- 134 × 80 × 22 mm pour 183 grammes
- Écran  640 × 320
- Batterie 1 300 mAh
- Appareil photo numérique : 640 × 480 VGA
- Radio FM
- DAS : ? W/kg.